# Lola Ponce
Pour les articles homonymes, voir  Ponce.
Paola Fabiana Ponce (née le 25 juin 1982), professionnellement connue sous le nom de Lola Ponce (prononcé en espagnol : [ˈlola ˈponse]), est une auteur-compositrice-interprète ainsi que comédienne italiano-argentine. 
Ponce se fait connaître en Argentine et en Amérique latine avec son premier album Inalcanzable, sorti en 2001. Elle gagne également une grande popularité en Italie, après avoir joué dans l'adaptation italienne de la comédie musicale Notre-Dame de Paris à Vérone. Ponce a depuis sorti deux autres albums - Fearless (2004) et Il diario di Lola (2008) - se produisant en espagnol, italien et anglais. En 2008, avec Giò Di Tonno, elle remporte le festival de San Remo avec la chanson "Colpo di fulmine". Elle chante dans de nombreux concerts avec Andrea Bocelli et Riccardo Cocciante. 

## Vie et carrière

### Jeunesse et carrière (1982—1997)
Lola Ponce est née à Rosario, dans la province de Santa Fe. Née et élevée dans une famille de musiciens, elle forme un duo avec son frère alors qu'elle n'a que 8 ans, interprétant des chansons mélodiques. Ponce participe à de nombreux festivals en Amérique latine en tant qu'enfant et adolescente. En 1998, elle joue un rôle dans Chiquititas, une série télévisée populaire créée par Cris Morena et signe un contrat d'enregistrement avec le producteur Oscar Mediavilla en 1999 . Ponce entre à l'Université de Buenos Aires, mais abandonne ses études pour poursuivre sa carrière musicale.  

### Célébrité (2001-présent)
Ponce sort son premier album Inalcanzable en 2001, remportant un grand succès en Amérique latine. En 2002, elle est choisie pour interprétée Esméralda dans la comédie musicale Notre-Dame de Paris, jouée à Vérone, en Italie, et à Barcelone, en Espagne. Ponce enregistre deux chansons pour la bande originale musicale, "Ave Maria Pagana" et "Ali à Gabbia, Occhi Selvaggi", gagnant ainsi une renommée en Italie et en Europe,. En 2004, elle sort son premier album en anglais, Fearless, et en 2005 interprète sa chanson "Sleep" dans la partie revival du Festival de San Remo.  
En 2008, elle sort son troisième album studio Il diario di Lola, qui contient des chansons en espagnol, italien et anglais. Ponce remporte par la suite le 58e Festival de musique de Sanremo avec Giò Di Tonno et la chanson "Colpo di fulmine". La chanson atteint la première place du Federazione Industria Musicale Italiana. En 2010, Ponce apparaît dans plusieurs séries télévisées et films, et joue l'adaptation scénique du roman d'Alessandro Manzoni, Les Fiancés. Elle participe également à la version argentine de Danse avec les stars, Bailando por un sueño, et sort son premier album de compilation Lola .

## Discographie
- 2001 : Inalcanzable
- 2002 : Notre-Dame de Paris
- 2004 : Fearless
- 2008 : Il diario di Lola
- 2010 : Lola

## Filmographie
| Titre                                                | Année | Rôle                    |
| ---------------------------------------------------- | ----- | ----------------------- |
| Chiquititas                                          | 1998  | Serena                  |
| Notre-Dame de Paris                                  | 2002  | Esméralda               |
| Notre-Dame de Paris - En direct des arènes de Vérone | 2002  | Esméralda               |
| Without Code                                         | 2004  | Luna                    |
| Never Say Big Brother                                | 2009  | elle-même / Co-Host     |
| Powder                                               | 2009  | Marcela                 |
| Cinderella 2000                                      | 2010  | Cenicienta              |
| Love at First Sight                                  | 2010  | Maya Rivera             |
| Danse avec les stars                                 | 2010  | Elle-meme / Participant |
| The Two Faces of Love                                | 2010  | Jessica                 |
| Love & Slaps                                         | 2010  | Gladys                  |
| Le Fiancé - un opéra moderne                         | 2010  | Monaca di Monza         |
| El Talismán                                          | 2012  | Lucrecia Negrete        |